# Heinz Hillegaart
Heinz Hillegaart, född 10 april 1911 i Hamburg, död 24 april 1975 i Stockholm, var en tysk diplomat.
Hillegaart utnämndes 1969 till handelsattaché vid den västtyska ambassaden i Stockholm. Tillsammans med militärattachén Andreas von Mirbach sköts han ihjäl av Kommando Holger Meins i samband med ambassadockupationen 1975.